# Теодорос Орфанідіс
Теодорос Орфанідіс (грец. Θεόδωρος Ορφανίδης, 1817, Смірна — 1886, Афіни) — грецький ботанік, поет.

## Біографія
Теодорос Орфанідіс народився в Смірні 1817 року. Дитячі роки пройшли на грецьких островах Сірос і Тінос.
1835 року переїхав в Афіни, завершивши середню освіту, почав працювати при Міністерстві внутрішніх справ. Потім вивчав ботаніку в Парижі, отримавши державну стипендію.
Після завершення навчання 1850 року став професором в Афінському університеті. Брав участь як делегат у Другій Національної Асамблеї. В період 1867—1868 років обіймав посаду декана.
Теодорос Орфанідіс відомий, перш за все, дослідженням рослинного світу Греції. На основі накопиченого досвіду він опублікував працю «Flora graeca exciccata». Відкрив близько п'ятдесяти видів грецьких трав.